# Мукен-ди-Сан-Франсиску
Мукен-ди-Сан-Франсиску (порт. Muquém de São Francisco)  —  муниципалитет в Бразилии, входит в штат Баия. Составная часть мезорегиона Вали-Сан-Франсискану-да-Баия. Входит в экономико-статистический  микрорегион Барра. Население составляет 9632 человека на 2006 год. Занимает площадь 3833,915 км². Плотность населения — 2,5 чел./км².

## История
Город основан в 1989 году.

## Статистика
- Валовой внутренний продукт на 2003 год составляет 33 782 523,00 реалов (данные: Бразильский институт географии и статистики).
- Валовой внутренний продукт на душу населения на 2003 год составляет 3607,32 реалов (данные: Бразильский институт географии и статистики).
- Индекс развития человеческого потенциала на 2000 год составляет 0,603 (данные: Программа развития ООН).